# Just Got to Be
Just Got to Be è un singolo del duo rock statunitense The Black Keys, pubblicato nel 2007 ed estratto dall'album Magic Potion.

## Tracce
1. Just Got to Be
2. Black Door

## Video
Il videoclip della canzone è stato diretto da Peter Zavadil.

## Formazione
- Dan Auerbach - voce, chitarra
- Patrick Carney - batteria